# Герб Варшави
Герб Варшави (пол. Herb Warszawy) — один із міських символів Варшави.

## Опис
Герб є щитом, в червленому полі якого зображений символ міста — варшавська русалка, що тримає в лівій руці золотий щит, а в правій — меч того ж металу. Щит увінчаний королівською короною. Великий герб Варшави, окрім цього, містить стрічку з девізом «Semper invicta» (лат. Завжди непереможна), що походить з верхніх кутів щита. Знизу щита розташований орден Вісли з написом на знаку ордена «Virtuti Militari».

## Історія

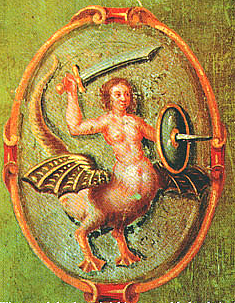
Русалка на зображенні 1659 року

Спочатку на гербі Старого Міста варшавська русалка зображалась з пташиними ногами й з тілом дракона, а в наступному столітті русалку зображали з риб'ячим хвостом, верхньою половиною жіночого тіла та пташиними лапами з кігтями. В 1622 році був затверджений остаточний варіант герба: жінка з риб'ячим хвостом, що тримає щит і меч. 9 січня 1938 року був затверджений Великий герб Варшави.

## Цікаві факти
Коли у 1811–1915 роках завойовники Польщі заборонили використовувати герб Варшави, варшав'яни почали масово розташовувати зображення русалки по всьому місту. В результаті в столиці з'явилось багато її образів. Їх можна побачити на фасадах, балюстрадах балконів, воротах, ліхтарях, неонах, вітражах, вивісках та на логотипах багатьох столичних установ. Їй ставили пам'ятники, увічнювали в статуях та барельєфах. Варшав'яни відносяться до них з великою сентиментальністю, що проявляється, зокрема, у використанні зменшувальної назви – в міфології та в літературі є русалки, а варшавських називають Русалочками.